# Jerome Bettis
Pour les articles homonymes, voir Bettis.
Pro Football Hall of Fame 2015
(en) Statistiques sur pro-football-reference
Jerome Bettis est un joueur américain de football américain né le 16 février 1972 à Détroit (Michigan).
Il était surnommé The Bus (le bus) compte tenu de sa capacité à avancer en ayant plusieurs adversaires sur le dos.

## Biographie

### Carrière universitaire
Il a fait sa carrière universitaire avec les Fighting Irish de Notre Dame. Il a cumulé 1 912 yards en 337 courses. Lors de sa dernière année avec les Fighting Irish, il a remporté le Cotton Bowl.

### Carrière professionnelle
Il fut recruté au premier tour de draft en 1993 par  les Los Angeles Rams. Il fut nommé Rookie de l’année (meilleur débutant) pour sa première saison en 1993.
Bettis a disputé 192 matchs de NFL, dont 145 avec les Steelers de Pittsburgh, 32 avec les Los Angeles Rams et 15 avec les Saint Louis Rams.
Il a cumulé 13 662 yards en 3 479 courses et a marqué 94 touchdowns.

## Palmarès

### Universitaire
- Vainqueur du Cotton Bowl en 1993

### NFL
- Vainqueur du Super Bowl XL (saison 2005-2006) avec les Steelers de Pittsburgh
- Pro Bowl en 1993, 1994, 1996, 1999, 2001, 2004